# Shamshad Begum
Shamshad Begum (Śamśād Bēgam ; Lahore, 14 avril 1919 – Bombay, 23 avril 2013) est une chanteuse indienne qui fut l'une des premières chanteuse de playback de Bollywood. Elle pouvait chanter aussi bien en hindi qu'en bengali, marathi, tamoul ou pendjabi.

## Biographie
Elle naît à Lahore, un jour après le massacre d'Amritsar qui a lieu non loin. D'une famille de musulmans orthodoxes, elle a sept frères et sœurs. Son père l'encourage à développer ses donc musicaux. Elle passe sa première audition à treize ans, et se marie à l'âge de quinze ans. 
Elle obtient un grand succès en enregistrant de nombreuses chansons, succès ensuite éclipsé par celui de Lata Mangeshkar. Elles ont chanté en duo de 1949 à 1960, pour le film Mughal-E-Azam.

## Filmographie choisie
- 1935 : Joymati
- 1941 : Khazanchi
- 1948 : Le Feu de Raj Kapoor
- 1951 : Awaara (Le Vagabond) de Raj Kapoor
- 1952 : Mangala, fille des Indes de Mehboob Khan
- 1954 : Aar Paar de Guru Dutt
- 1957 : Miss India de I. S. Johar
- 1957 : Mother India de Mehboob Khan
- 1960 : Mughal-E-Azam
- 1961 : Chaudhvin Ka Chand (Le mystère du voile) de M. Sadiq
- 1963 : Bluff Master de Manmohan Desai
- 1964 : Darasingh de Kedar Kapoor